# Феррейра Кардозу, Лукас
Лукас Феррейра Кардозу (порт.-браз. Lucas Ferreira Cardoso; 7 апреля 1994, Арагуасу, Токантинс, Бразилия) — бразильский футболист, полузащитник.

## Карьера
В 2016 стал игроком македонского клуба «Пелистер».
В 2018 году подписал контракт с клубом «Партизани». За три года в клубе сыграл 56 матчей, забил 8 мячей.
В 2022 году перешёл в казахстанский клуб «Кызыл-Жар СК».

## Достижения
«Партизани»
- Чемпион Албании: 2018/19

## Клубная статистика
| Игровая карьера | Игровая карьера | Игровая карьера | Лига | Лига | Кубок | Кубок | Межд. | Межд. | Др. | Др. |
| --------------- | --------------- | --------------- | ---- | ---- | ----- | ----- | ----- | ----- | --- | --- |
| 2020/21         | Партизани       | А               | 28   | 5    | 2     | 0     | —     | —     | —   | —   |
| 2021/22         | Партизани       | А               | 5    | 0    | —     | —     | 4     | 2     | —   | —   |
| 2022            | Кызыл-Жар       | А               | —    | —    | —     | —     | —     | —     | —   | —   |